# Leichtathletik-Weltmeisterschaften 2017/Teilnehmer (Südkorea)
| Gelbes Symbol für Goldmedaillen mit stilisierten Olympischen Ringen | Graues Symbol für Silbermedaillen mit stilisierten Olympischen Ringen | Braundes Symbol für Bronzemedaillen mit stilisierten Olympischen Ringen |
| ------------------------------------------------------------------- | --------------------------------------------------------------------- | ----------------------------------------------------------------------- |
| —                                                                   | —                                                                     | —                                                                       |

Von Südkorea wurden sechs Athletinnen und elf Athleten für die Weltmeisterschaften in London nominiert.

## Ergebnisse

### Frauen

#### Laufdisziplinen
| Athletin       | Disziplin    | Vorlauf | Vorlauf | Halbfinale         | Halbfinale         | Finale             | Finale             |
| Athletin       | Disziplin    | Zeit    | Platz   | Zeit               | Platz              | Zeit               | Platz              |
| -------------- | ------------ | ------- | ------- | ------------------ | ------------------ | ------------------ | ------------------ |
| Jung Hye-lim   | 100 m Hürden | 13,37 s | 34      | nicht qualifiziert | nicht qualifiziert | nicht qualifiziert | nicht qualifiziert |
| Lee Da-seul    | 20 km Gehen  |         |         |                    |                    | 1:38:54 h          | 48                 |
| Jeon Yeon-geun | 20 km Gehen  |         |         |                    |                    | 1:33:29 h SB       | 30                 |
| Choi Kyung-sun | Marathon     |         |         |                    |                    | 2:45:46 h          | 54                 |
| Kim Seon-geun  | Marathon     |         |         |                    |                    | 2:39:52 h          | 38                 |
| Lim Kyung-hee  | Marathon     |         |         |                    |                    | 2:38:38 h          | 34                 |

### Männer

#### Laufdisziplinen
| Athlet            | Disziplin    | Vorlauf | Vorlauf | Halbfinale         | Halbfinale         | Finale             | Finale             |
| Athlet            | Disziplin    | Zeit    | Platz   | Zeit               | Platz              | Zeit               | Platz              |
| ----------------- | ------------ | ------- | ------- | ------------------ | ------------------ | ------------------ | ------------------ |
| Kim Kuk-young     | 100 m        | 10,24 s | 24      | 10,40 s            | 23                 | nicht qualifiziert | nicht qualifiziert |
| Kim Byoung-jun    | 110 m Hürden | 13,81 s | 36      | nicht qualifiziert | nicht qualifiziert | nicht qualifiziert | nicht qualifiziert |
| Choe Byeong-kwang | 20 km Gehen  |         |         |                    |                    | 1:22:54 h SB       | 31                 |
| Kim Dae-ho        | 20 km Gehen  |         |         |                    |                    | 1:30:41 h          | 57                 |
| Kim Hyun-sub      | 20 km Gehen  |         |         |                    |                    | 1:22:08 h          | 26                 |
| Park Chil-sung    | 50 km Gehen  |         |         |                    |                    | 3:59:46 h SB       | 29                 |
| Kim Hyo-su        | Marathon     |         |         |                    |                    | 2:25:08 h          | 59                 |
| Shin Kwang-sik    | Marathon     |         |         |                    |                    | 2:29:52 h          | 65                 |
| Yu Seung-yeop     | Marathon     |         |         |                    |                    | 2:29:06 h          | 64                 |

#### Sprung/Wurf
| Athlet         | Disziplin  | Qualifikation | Qualifikation | Finale             | Finale             |
| Athlet         | Disziplin  | Weite/Höhe    | Platz         | Weite/Höhe         | Platz              |
| -------------- | ---------- | ------------- | ------------- | ------------------ | ------------------ |
| Woo Sang-hyeok | Hochsprung | 2,22 m        | 25            | nicht qualifiziert | nicht qualifiziert |
| Kim Deok-hyeon | Weitsprung | 7,85 m        | 16            | nicht qualifiziert | nicht qualifiziert |